# Азат Кърым
«Азат Кърым» («Свободный Крым») — коллаборационистская газета, издававшаяся на крымскотатарском языке в период оккупации Крыма нацистской Германией (1942—1944). Публиковала пронемецкие, антисоветские и антисемитские материалы.

## Организация, тираж и период выпуска
Вскоре после оккупации Крыма нацистская администрация приступила к изданию местных газет. На русском языке выходила газета «Голос Крыма», на крымскотатарском — «Азат Кърым». Летом 1943 год тираж газеты достиг 15 000 экземпляров, газета выходила два раза в неделю.
Первый номер вышел 11 января 1942 года. В государственном архиве Автономной Республики Крым сохранился комплект номеров газеты с последним номером 220 от 28 марта 1944 года. Первоначально газета издавалась как орган Симферопольского городского управления, с 30 января 1942 года стала выходить в качестве печатного органа Симферопольского мусульманского комитета. В первых номерах газеты исполняющим обязанности главного редактора был Изет-Нафе Нуриев, с 30 января 1942 года главным редактором стал Мустафа Куртиев (крупный деятель национального движения 1917—1918 гг.), с 25 мая 1943 года — Абдулла Куркчи (литературный псевдоним А. Зени), с 7 декабря 1943 года — Мемет Муединов (Севдияр) (литературный псевдоним Решат Мемет). Некоторые работали до войны в газете «Къзыл Кърым».
Помимо подчинённости Симферопольскому мусульманскому комитету, газета подчинялась штабу полиции безопасности и СД Крыма и Таврии (глава — оберштурмбаннфюрер Пауль Цапп) и штабу пропаганды U2 в Симферополе (ответственный за прессу — зондерфюрер Бруно Маурах).

## Содержание
Газета публиковала речи и портреты Гитлера и Геббельса, информацию о нацистском руководстве, жизни в Германии. Обычно номер начинался и заканчивался сводкой Германского командования. Публиковались карикатуры на Сталина, Молотова, Рузвельта, Черчилля. На её страницах часто публиковалась антисемитская пропаганда. Также большое внимание газета уделяла истории и культуре крымских татар.
Неотъемлемой частью идеологии газеты на протяжении всего времени её существования был антисемитизм, антисемитская риторика встречалась почти в каждом номере. Основные тезисы — нераздельность еврейства и большевизма, противопоставление малочисленной паразитической «жидобольшевистской» элиты крымскотатарскому народу: «…как могло быть, что все управление находилось в руках жидов, всеми благами наслаждались жиды, высокие награды, посты и доходные места, просторные дома, самые плодородные земли и прочее находилось в руках жидов?», «эта страна не была государством рабочих и крестьян, а являлось государством в руках одной группы — являлось жидовским государством».
СССР на своей территории в противовес выпускал издания «Къызыл Кърым» («Красный Крым») и «Сталин байрагъы» («Сталинское знамя», газета 4-го Украинского фронта).